# Peruviacris infusca
Peruviacris infusca är en insektsart som beskrevs av Marius Descamps 1983. Peruviacris infusca ingår i släktet Peruviacris och familjen Romaleidae. Inga underarter finns listade i Catalogue of Life.